# 花田康弘
花田 康弘（はなだ やすひろ、2000年5月22日 - ）は、愛知県出身のサッカー選手。ポジションはMF。

## クラブ歴
4歳の時に兄の影響でサッカーを始めた。愛知高等学校、JAPANサッカーカレッジに在籍した。
2019年12月24日にJAPANサッカーカレッジからアルビレックス新潟シンガポールへの加入が発表された。
2022年3月Optibet Pirma Lygaに所属するDFKダイナヴァ・アリートゥスへ加入。
2023年3月FKガルリアバへ加入。
2024年3月、ラトビア1部のヴィルスリーガに所属するFKリエパーヤへ加入。その後、同リーグに所属するGrobina SC/LFSへローン移籍。
2024年7月同リーグに所属するFS Jelgavaへ完全移籍。